# Esteban Garaiz Izarra
Esteban Garaiz es un político y académico mexicano. Nació en San Felipe (Guanajuato) el 25 de enero de 1935. Fue diputado Federal, Diplomático, Vocal Ejecutivo del IFE en Jalisco., jefe de la unidad de Fiscalización y Transparencia del municipio de Tlajomulco de Zuñiga.

## Historia
Esteban Mario Garaiz Izarra nació en San Felipe, Guanajuato el 25 de enero de 1935.
De 1952 a 1958 cursó estudios de humanidades clásicas y obtuvo el grado en Filosofía en la Universidad Gregoriana de Roma, Italia. De 1960 a 1964 fue profesor de Filosofía en la Universidad de Guanajuato. En 1964 ingresó a El Colegio de México, donde cursó la licenciatura y la maestría (ésta sin título) en Relaciones Internacionales.
De 1968 a 1971 fue Agregado Cultural a la Embajada de México en Costa Rica.
En 1971 obtuvo el título de licenciatura en Relaciones Internacionales, registrado en la Dirección General de Enseñanza Superior e Investigación Científica de la Secretaría de Educación Pública . De 1971 a 1974 fue residente de Promoción Social de la Comisión del Río Grijalva (Secretaría de Recursos Hidráulicos) y Director de Desarrollo Agropecuario de Tabasco.
En 1975 fue Jefe del Departamento de Informe Presidencial en la Presidencia de la República. Fue Secretario de Estudios Sociales del Comité Ejecutivo Nacional de la CNOP. 1975 socio fundador de la organización no gubernamental denominada Centro de Estudios de Tecnologías Apropiadas para México (CETAMEX). De 1976 a 1979 fue Diputado Federal a la L Legislatura del Congreso de la Unión. Presidente de la Comisión de Desarrollo Regional. De 1977 a 1980 fue Secretario Ejecutivo del Comité de Fertilizantes del Sistema Económico Latinoamericano (SELA). En 1988 se retira de la actividad partidaria.
De 1988 a 1991 fue Coordinador de la Comisión Mexicana de Ayuda a Refugiados (COMAR) en la frontera sur.En 1993 ingresó mediante concurso al Servicio Profesional Electoral del IFE. 1994-1996 miembro del Consejo Editorial de la revista Este País. En agosto de 1994 fue secretario de la oficina municipal del IFE en Guadalupe Tepeyac, Chiapas, en la zona zapatista. En 1995 fue Coordinador Nacional de las Vocalías del Registro Federal de Electores. Para el proceso electoral de 1996-97 fue nombrado Vocal Ejecutivo en Jalisco.
En el 2000 fue enviado como Vocal Ejecutivo para las elecciones en Chiapas; y de nuevo asumió la responsabilidad del proceso 2003 en Jalisco, así como del 2006, durante las elecciones de ese año declaró que "las campañas no habían sido ni limpias ni equitativas", causando molestia hacia dentro del mismo instituto, denunció reiteradamente las irregularidades y posteriormente presentó su renuncia, la cual sería aceptada hasta ocho meses después.
En octubre-noviembre de 2000 fue invitado como observador internacional por el Gobierno de los Estados Unidos de América para las elecciones federales en ese país. En enero-marzo de 2001 fue nombrado asesor internacional de las Naciones Unidas para las elecciones presidenciales en el Perú, a propuesta del IFE. En abril del 2007 renunció al Servicio Profesional del IFE. Sigue siendo articulista y comentarista de radio.
En 2010 fue nombrado Fiscal anticorrupción en el Ayuntamiento de Tlajomulco de Zuñiga, Jalisco. Dejó su cargo a principios de 2011 para encabezar la ya extinta Agrupación Política Estatal Alianza Ciudadana, que impulsaba el proyecto político de Enrique Alfaro Ramírez. Su postura política lo condujo posteriormente a un distanciamiento público del proyecto de Enrique Alfaro Ramírez.